# Osterteich (Gernrode)

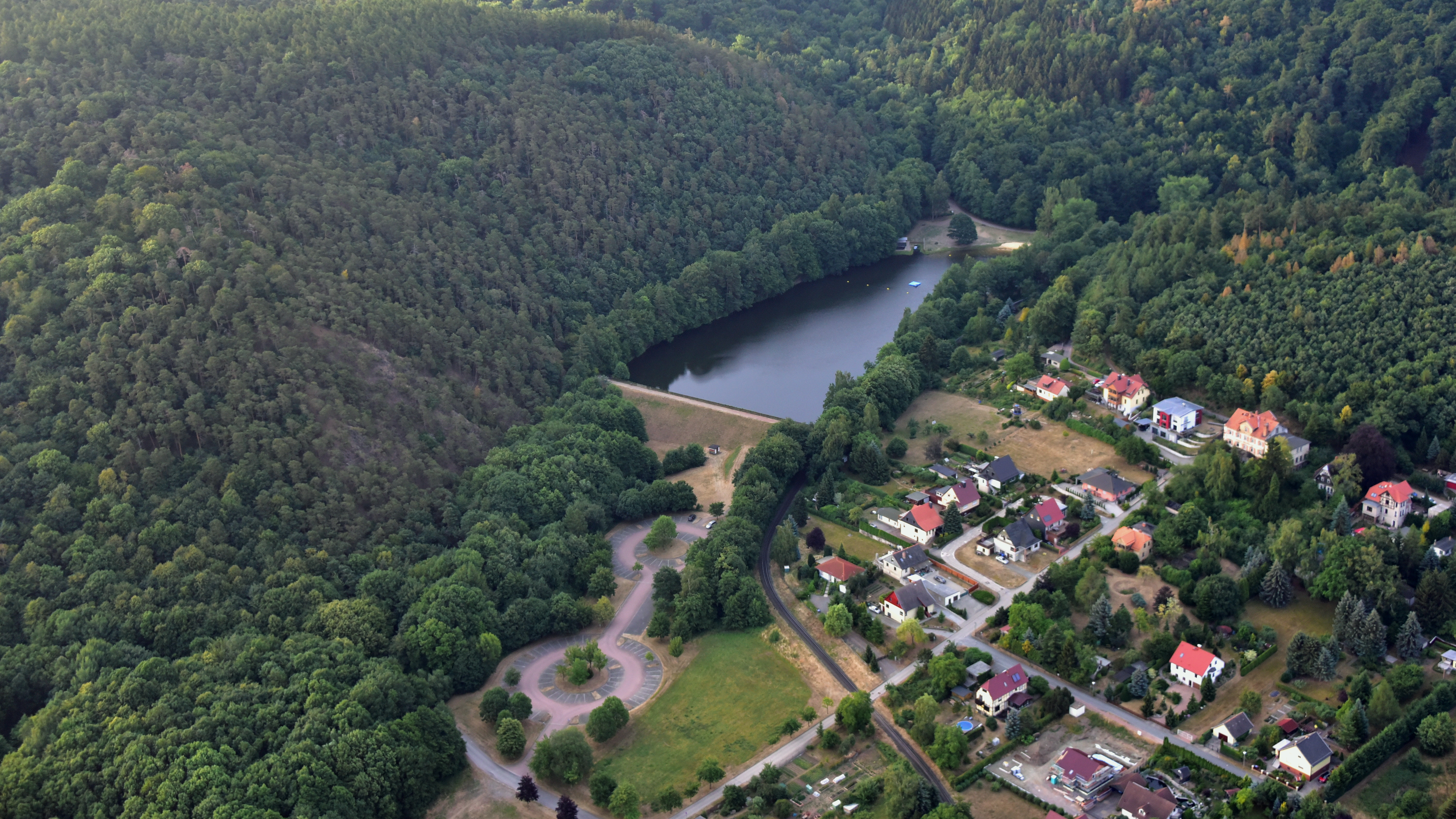
Osterteich, Luftaufnahme (2018)

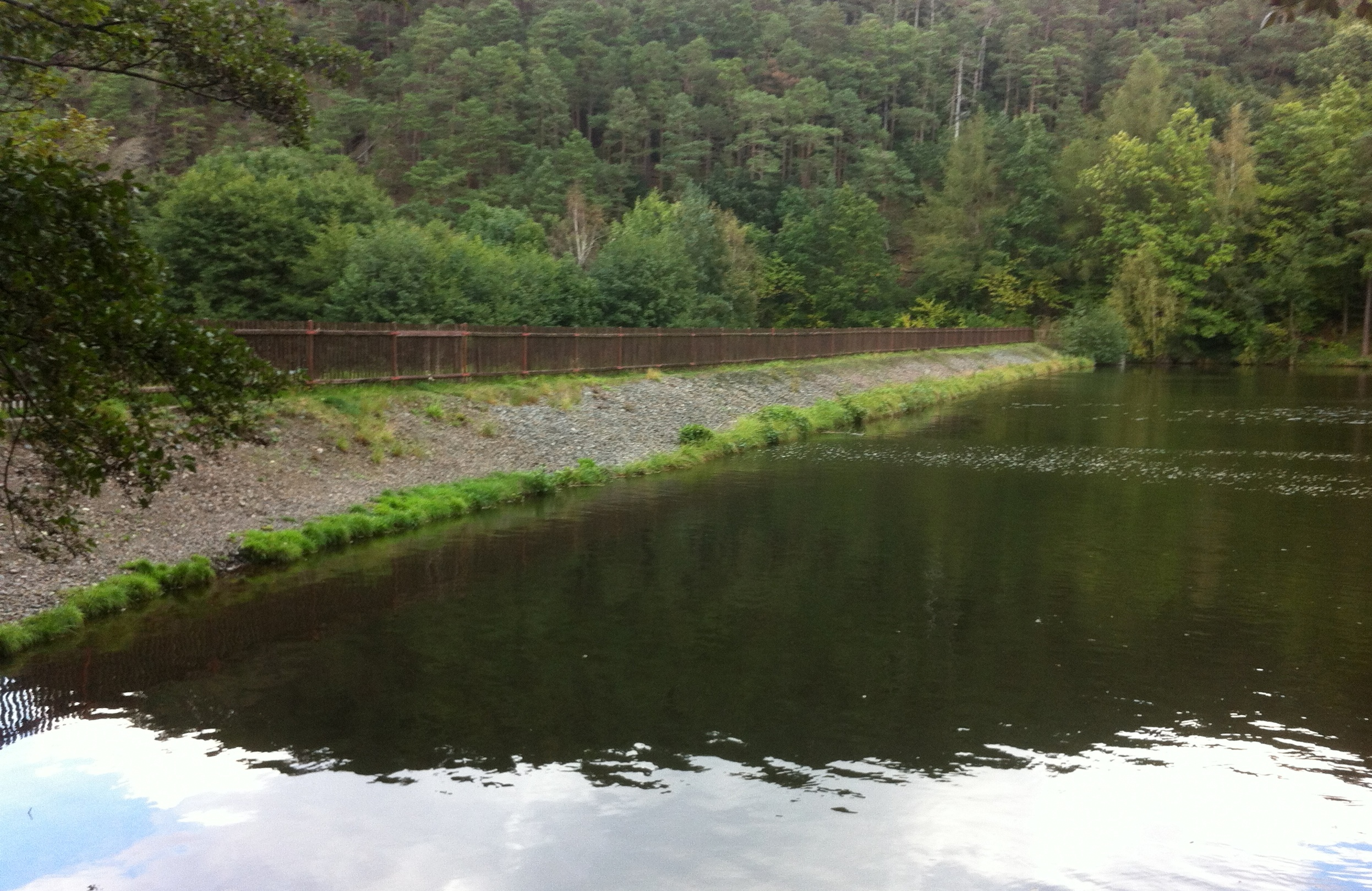
Osterteich

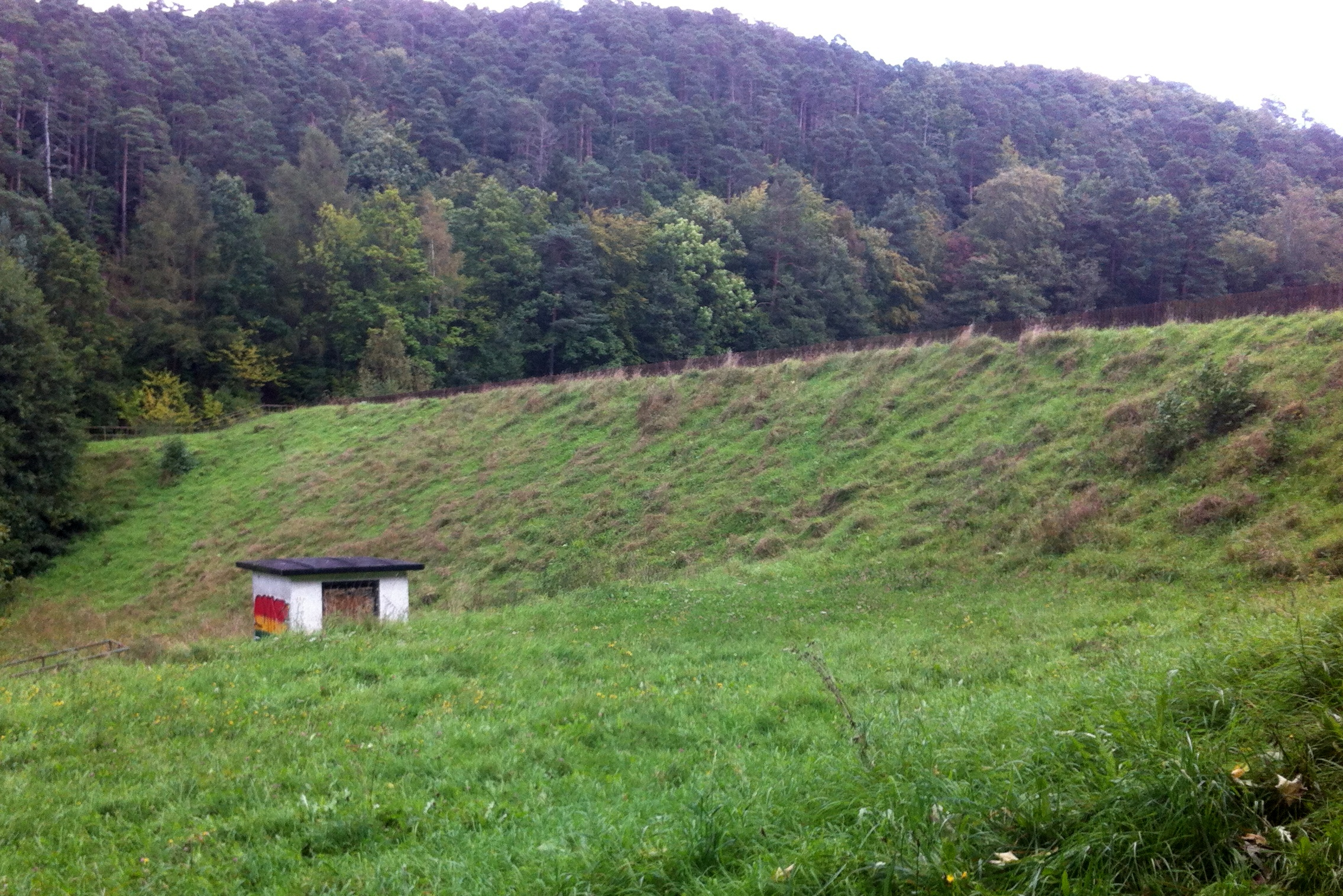
Damm des Osterteichs

Der Osterteich im Mittelgebirge Harz ist ein Stauteich östlich vom Quedlinburger Ortsteil Stadt Gernrode im Landkreis Harz in Sachsen-Anhalt. Er ist im örtlichen Denkmalverzeichnis als Kunstteich eingetragen.

## Geographische Lage
Der Teich liegt im Ostergrund östlich der Ortslage von Gernrode, woraus sich auch der Name ableitet. Er entsteht durch eine Aufstauung des Wellbachs. An der Westseite des Osterteichs verläuft die Strecke der Selketalbahn. In der Nähe befindet sich deren Haltepunkt Osterteich.

## Geschichte und Beschreibung
Schon im 15. Jahrhundert bestand im Ostergrund im Bereich des heutigen Osterteichs ein kleiner Stauteich. Er diente im Zusammenhang mit in der Umgebung betriebenen Bergbau als Antrieb für ein Pochwerk zur Zerkleinerung von Mineralien und Metallen. 1669 wurde dann durch den Bau eines Damms der heutige Osterteich angelegt, um ein stärkeres Hammerwerk zu betreiben. Die Arbeiten hatten 1668 begonnen, die endgültige Fertigstellung erfolgte 1671. In der näheren Umgebung bestanden waagerecht in die Berge getriebenen Stollen, in denen Erz gewonnen wurde. Einige der Mundlöcher der Stollen befanden sich unterhalb des Wasserspiegels des Teichs. Außerdem wurde der Fischreichtum des Teichs genutzt. In der Mitte des 18. Jahrhunderts waren dann die Vorkommen erschöpft, der Bergbau wurde eingestellt. Spätere Versuche einer Wiederbelebung schlugen fehl. Das Hammerwerk wurde bereits 1713 zur Wassermühle, der Ostergrundmühle umgebaut. Zugleich erhöhte man den Damm und flutete den Ostergrundstollen. 1750 erwarb Fürst Viktor Friedrich die Mühle.
Während eines Unwetters im Jahr 1789 wurde der Deich zerstört. Die Mühle wurde dabei fortgerissen, Keller, Äcker und Wiesen überschwemmt.
Zum Ende des Zweiten Weltkriegs versenkten deutsche Truppen Waffen und Munition im Osterteich. Nach umfangreichen Aufräumarbeiten wurde der Osterteich später als Badegewässer freigegeben. Im Jahr 1965 wurde der Damm erneut erhöht und dabei die alte Wassermühle abgerissen. 1977 wurde das am Teich befindliche Waldbad Osterteich eröffnet. Eine weitere Rekonstruktion erfolgte 1984. Es wurde ein aus Beton gefasster Überlauf gebaut. 1992 wurde nördlich des Teichs ein Parkplatz angelegt. Ein weiterer Ausbau des Osterteichs wurde 1994 vorgenommen. Wegen des strengen Winters 2006 konnte am 4. Februar 2006 auf dem zugefrorenen Teich ein Eisfest gefeiert werden.